# Totalitarisme (boek)
Totalitarisme (Oorspronkelijk in het Engels uitgegeven als The Origins of Totalitarianism) is een boek van Hannah Arendt dat het nazisme en stalinisme analyseert, de belangrijkste totalitaire politieke bewegingen van de eerste helft van de twintigste eeuw. Het boek wordt beschouwd als een van de belangrijkste non-fictie werken van de twintigste eeuw.
Een Duitse versie, Elemente und Ursprünge totaler Herrschaft, is een vertaling uit 1955.

## Inhoud
Het boek beschrijft de verschillende kiemgronden en de groei van het antisemitisme in Centraal-, Oost- en West-Europa gedurende de eerste helft van de 19e eeuw. Vervolgens wordt het imperialisme dat vanaf 1884 opkwam tot aan die begin van de Eerste Wereldoorlog onderzocht; dit kadreert de opkomst van racisme als ideologie en de moderne toepassing daarvan als een "ideologisch wapen voor het imperialisme". Het boek kent drie delen: antisemitisme, imperialisme en totalitarisme.

### Ontleding van antisemitisme en imperialisme
Arendt begint het boek met een analyse van de opkomst van antisemitisme in Europa, hierbij focust ze op de Dreyfusaffaire. Ze bespreekt dan het wetenschappelijke racisme en de rol daarvan in het kolonialisme, hetgeen ze kenmerkt als een onbeperkte territoriale en economische expansie. Deze onbeperkte expansie confronteert de natiestaat met zijn eigen definitie, omdat er nu opeens ook gekoloniseerde naties onder vallen. Arendt ziet de oorsprong van het moderne imperialisme in de accumulatie van kapitaal in de Europese natiestaten in de 19e eeuw. Om dit kapitaal productief te maken was het noodzakelijk dit ook buiten Europa te investeren. Om deze overzeese investeringen te kunnen beschermen was ook politieke macht in deze gebieden benodigd, hetgeen zich vertaalde in de koloniale heerschappij. Arendt onderzoekt daarna het "continentale imperialisme" (pangermanisme en panslavisme) en de opkomt van "bewegingen" als vervanging van klassieke politieke partijen. Deze bewegingen stonden vaak vijandig tegenover de staat, waren veelal anti-parlementair, en verkregen op geleidelijke wijze antisemitische en andere racistische ideologische kenmerken. Arendt stelt dat waar het Italiaanse fascisme een nationalistisch autoritaire beweging was, het nazisme en stalinisme totalitaire bewegingen waren die poogden om alle beperkingen op de macht van deze bewegingen uit te schakelen.
Het laatste deel van het boek is gewijd aan de beschrijving van de mechanismen van totalitaire bewegingen, met een focus op Nazi-Duitsland en de Sovjet-Unie. Hier bespreekt Arendt de transformatie van klasse tot massa, de rol van propaganda in de hantering van die niet-totalitaire wereld en het gebruik van terreur, dat noodzakelijk is voor deze regeringsvorm. Totalitaire bewegingen verschillen fundamenteel van autocratische regimes, stelt Arendt, in de zin dat autocratische regimes slechts absolute politieke macht proberen te verkrijgen en de oppositie uit willen wissen, terwijl totalitaire regimes pogen om elke aspect van ieders leven te domineren als een voorspel tot wereldoverheersing. Arendt stelt als volgt:

... Intellectueel, geestelijk en artistiek initiatief is net zo gevaarlijk voor totalitarisme als gangstervorming van de mafia, en beide zijn gevaarlijker als puur politieke oppositie. De consequente vervolging van elke vorm van hogere intellectuele activiteit door de nieuwe massaleiders komt voort uit hun ingeboren wrok tegen alles wat ze niet kunnen begrijpen. Totale overheersing geeft geen ruimte voor onafhankelijke initiatieven, op geen enkel terrein van het bestaan, voor geen enkele activiteit die niet geheel voorspelbaar is. Totalitarisme in macht vervangt onverwachts alle voornemende talentvolle individuen, ongeacht hun sympathieën, met gekken en dwazen wiens gebrek aan intelligentie en creativiteit steeds de beste waarborg voor hun loyaliteit is. ...

Arendt bespreekt daarnaast het gebruik van frontorganisaties, valse overheidsinstellingen en esoterische ideologische standpunten als een manier om de radicale aard van totalitaire doelen voor de niet-totalitaire wereld te verbergen. Een laatste deel dat bij een tweede druk van het boek in 1958 toegevoegd is, geeft duiding aan het gegeven dat individuele isolatie en eenzaamheid voorvereisten zijn voor totalitaire overheersing. Geleerden zoals Jürgen Habermas ondersteunen Arendt in haar 20e-eeuwse kritiek op totalitaristische interpretaties van marxisme. Dit commentaar op marxisme twijfelt over de grens van totalitaire perspektieven die vaak geassocieerd worden met Karl Marx schijnbare overschatting van het bevrijdende potentieel van de productiemiddelen. Habermas gaat verder in deze kritiek over de functionele reductie in het alledaagse in diens werk Lifeworld and System: A Critique of Functionalist Reason.

## Ontvangst
Le Monde schaarde het boek onder de 100 beste boeken van de 20ste eeuw, de National Review plaatste het op de lijst van de 100 beste non-fictie boeken van de eeuw.

## Nederlandse vertaling
Het derde deel van The Origins of Totalitarianism is in 2005 verschenen bij Boom, gevolgd door de delen 1 en 2 in 2021-2022:
- Antisemitisme, vert. Willem Visser, 2021. ISBN 9789024432530
- Imperialisme, vert. Willem Visser, 2022. ISBN 9789024441365
- Totalitarisme, gevolgd door Het verval van de nationale staat en het einde van de rechten van de mens, vert. Remi Peeters en Dirk De Schutter, 2005. ISBN 9789053528785